# Somethin' Stupid
«Somethin' Stupid» es una canción escrita por C. Carson Parks y grabada originalmente en 1966 por Parks y su esposa Gail Foote, como "Carson and Gaile". Es más conocido en la versión interpretada por Frank Sinatra y su hija, Nancy Sinatra.

## Grabación original por Carson y Gaile
En la década de 1960, Carson Parks fue un cantante popular en Los Ángeles. Él era un miembro ocasional de la Easy Riders, y también tocó con The Steeltown Three, que incluía a su hermano menor, Van Dyke Parks. En 1963 formó Greenwood County Singers, más tarde conocido como The Greenwoods, que tuvo dos éxitos menores e incluyó a la cantante Gaile Foote. Antes que The Greenwoods se disolviera, Parks y Foote se casaron y, como Carson y Gaile, en 1966 grabaron el álbum San Antonio Rose para el sello Kapp, que incluía la canción "Something Stupid". La grabación luego llamó la atención de Frank Sinatra.

## Frank and Nancy Sinatra
La versión más exitosa y conocida de la canción fue realizada por Frank y Nancy Sinatra en el álbum de The World We Knew. Frank le hizo escuchar la versión de Parks al productor de su hija Nancy, Lee Hazlewood, quien recordó "Él me preguntó: '¿te gusta?' y yo dije, 'me encanta, y si no lo cantas con Nancy, yo lo haré. Me dijo: 'Vamos a hacerlo, reserva un estudio". Su versión fue grabada el 1 de febrero de 1967. Al Casey tocó la guitarra en la grabación.
La canción pasó cuatro semanas en el # 1 en los EE. UU. Billboard Hot 100 y nueve semanas la cima de la tabla de Adult contemporary, convirtiéndose en el segundo sencillo de Frank certificado de oro por la RIAA y el terceraola de Nancy. Fue el primer y único caso de un dueto conformado por padre e hija en alcanzar el número uno en Estados Unidos. El sencillo también alcanzó el # 1 en el UK Singles Chart del mismo año.

## Otras versiones
La canción ha sido muchas veces cantada en los años transcurridos desde que la canción fue lanzada originalmente.

### Versión de Robbie Williams
El cantante británico Robbie Williams grabó "Somethin 'Stupid", a dúo en 2001 con la oscarizada actriz Nicole Kidman. La canción apareció en 2001 en el álbum de Williams, Swing When You're Winning, y encabezó el UK Singles Chart en el final del año. La canción se convirtió en Williams, Christmas Number-One single in the United Kingdom, y la quinta como un artista destacado primero. El sencillo vendió 98.506 copias en su primera semana 366.000 copias, y sobre todo ganar una Certificación de Plata por la BPI. La canción fue el trigésimo sencillo más vendido en el 2001 en el Reino Unido. La canción también se convirtió en otro número uno de Williams en Nueva Zelanda, obteniendo un certificado de oro, y alcanzó el top 10 en las listas de varios países europeos. En Australia, se convirtió en su cuarto sencillo dentro del top 10, obteniendo una certificación de oro por más de 35.000 copias vendidas.

### Lista de canciones
Reino Unido CD (Lanzado el 10 de diciembre de 2001)
1. «Somethin' Stupid» - 2:51
2. «Eternity» [Versión de orquesta] - 5:32
3. «My Way» [Live at the Albert Hall] - 7:00
4. «Somethin' Stupid» [Video] - 3:08

Reino Unido DVD (Lanzado el 10 de diciembre de 2001)
1. «Somethin' Stupid» [Video] - 3:08
2. «Let's Face The Music and Dance» [Audio] - 2:36
3. «That's Life» [Audio] - 3:07

### Posicionamiento en listas y certificaciones
| Lista (2001–2002)                     | Mejor posición |
| ------------------------------------- | -------------- |
| Alemania (Offizielle Deutsche Charts) | 2              |
| Australia (ARIA)                      | 8              |
| Austria (Ö3 Austria Top 40)           | 2              |
| Bélgica (Flandes) (Ultratop 50)       | 5              |
| Bélgica (Valonia) (Ultratop 50)       | 6              |
| Canadá (Canadian Singles Chart)       | 25             |
| Dinamarca (Tracklisten)               | 6              |
| Estados Unidos (Billboard Hot 100)    | 1              |
| Unión Europea (European Hot 100)      | 1              |
| Francia (SNEP)                        | 16             |
| Irlanda (IRMA)                        | 2              |
| Italia (FIMI)                         | 2              |
| Japón (Oricon)                        | 16             |
| Noruega (VG-lista)                    | 9              |
| Nueva Zelanda (Recorded Music NZ)     | 1              |
| Países Bajos (Dutch Top 40)           | 9              |
| Polonia (Polish Singles Chart)        | 1              |
| Reino Unido (UK Singles Chart)        | 1              |
| Suecia (Sverigetopplistan)            | 17             |
| Suiza (Schweizer Hitparade)           | 3              |

| País          | Certificación | Ventas/Entregas | Ref.   |
| ------------- | ------------- | --------------- | ------ |
| Alemania      | Oro           | 250,000+        | [ 33 ] |
| Australia     | Oro           | 35,000+         | [ 34 ] |
| Austria       | Oro           | 15,000+         | [ 35 ] |
| Francia       | Plata         | 100,000+        | [ 36 ] |
| Nueva Zelanda | Oro           | 7,500+          | [ 37 ] |
| Reino Unido   | Plata         | 521,000+        | [ 38 ] |
| Suiza         | Oro           | 20,000+         | [ 39 ] |

### Sucesión en listas
| Anterior: «Lady» de Jack Jones                        | Easy Listening — Sencillo Nro 1 (Versión de Nancy y Frank Sinatra) 1 de abril de 1967                                       | Siguiente: «Casino Royale» de Herb Alpert y La Tijuana Brass |
| Anterior: «Release Me» de Engelbert Humperdinck       | UK Singles Chart — Sencillo Nro 1 (Versión de Nancy y Frank Sinatra) 13 de abril de 1967 — 26 de abril de 1967              | Siguiente: «Puppet on a String» de Sandie Shaw               |
| Anterior: «Happy Together» de The Turtles             | Billboard Hot 100 — Sencillo Nro 1 (Versión de Nancy y Frank Sinatra) 15 de abril de 1967 — 13 de mayo de 1967              | Siguiente: «The Happening» de The Supremes                   |
| Anterior: «Gotta Get Thru This» de Daniel Bedingfield | UK Singles Chart — Sencillo Nro 1 (Versión de Robbie Williams y Nicole Kidman) 15 de diciembre de 2001 — 5 de enero de 2002 | Siguiente: «Gotta Get Thru This» de Daniel Bedingfield       |

### Otros artistas
- En el mismo año que la versión de los Sinatras encabezó las listas de EE. UU., la estrella de country Tammy Wynette lanzó su versión (con David Houston) en su álbum debut, My Elusive Dreams.

- The Lennon Sisters grabaron una versión, que figuran en su álbum Somethin' Stupid. Fue utilizado durante las publicidades del programa televisivo The Lawrence Welk Show.

- También en 1967, el cantante francés Sacha Distel lanzado una versión en francés llamado "Ces mots Stupides" (es decir, estas palabras estúpidas). También en el mismo año, Paul Mauriat grabó una versión instrumental de la canción, que apareció en el álbum No. 5.

- En España, y también en 1967, fueron Los Quando's quienes grabaron la versión en español, titulada "Una tontería", con letra de Augusto Algueró.

- El dúo de Motown compuesto por Marvin Gaye y Tammi Terrell lanzó la canción en su álbum de 1967, United.

- Ali Campbell (de la banda UB40) y su hija Kibibi Campbell grabó la canción para su álbum en 1995 Big Love en solitario, fue lanzado como sencillo en el Reino Unido alcanzando el número 30 en diciembre.

- El álbum compilatorio de The Smithereens, Attack of the Smithereens, cuenta con una versión de la canción.

- Otras versiones figuraba en el álbum de 2005 por Albin de la Simone, cantada a dúo con Jeanne Cherhal; por Amanda Barrie y Johnny Briggs, por la banda de jazz-folk-alpino Global Kryner; y puesto en libertad por The Mavericks con Trisha Yearwood en su álbum de 1995 Music for All Occasions, una versión en hebreo, llamado "I Love You ", fue grabado por Matti Caspi y su hija, y publicado en 2005, en su álbum You Are My Woman, la canción fue interpretada también como un lado B de la banda australiana Frente del sencillo "Accidentally Kelly Street".

- En 2006, la banda DeVotchKa lanzó el EP Curse Your Little Heart, que incluía una versión de "Somethin 'Stupid".

- También el cantante de folk galesa Mary Hopkin grabó una versión en Y Caneuon Cynnar (The Early Recordings).

- Dúo colombiano Ana & Jaime, grabó una versión en español llamada "Algo Estúpido".

- Trashcan Sinatras, la legendario banda escocesa puso la canción en su álbum titulado "On a B Road"

- En el 2012, la serie de televisión cómica-musical emitida por la cadena Fox, Glee, en su cuarta temporada realizó una versión de la canción en el episodio número nueve llamado "Swan Song", interpretada por los actores/cantantes Chord Overstreet y Heather Morris.

- En 2013 y 2014, se utilizó la versión de Caballero Reynaldo de opening para el reality-show español Un Príncipe para Corina.

- El 17 de septiembre de 2018, se utilizó en la serie Better Call Saul en el episodio 7 de la cuarta temporada, del mismo nombre que la canción, con una versión grabada por la banda israelí Lola Marsh. En el episodio 9 de la quinta temporada se vuelve a utilizar la canción, esta vez en una versión instrumental.
- A finales de 2020, el cantante argentino Palito Ortega estrena junto a su hija Rosario su versión de la canción, titulada "Algo tonto", como fue traducido su título en Argentina al lanzarse la versión de Frank y Nancy Sinatra.
- En 2022, el 11 de enero se lanzó como sencillo un dueto de los cantantes sudafricanos Ike Moriz y Monique Hellenberg.